# 伊達正隆
伊達 正隆（だて まさたか、1971年5月22日 - ）は、NHKの元アナウンサー、ラジオプロデューサー、ディレクター。

## 人物
東京都立戸山高等学校を経て早稲田大学卒業後、1995年入局。
アナウンス業務の傍ら、ディレクターやプロデューサーとしての業務を数多く経験し、3局目となった東京ではディレクターとして『にんげんドキュメント』や『クローズアップ現代』など、大型番組制作に携わった。また、『日本語なるほど塾』ディレクター時代には、番組内で神園さやかが歌う「おじいちゃん」をプロデュース。アナウンス室が企画した『みんなのうた』「これってホメことば?」の作詞も担当、バックコーラスに参加した。
NHK-FMの大型特別番組『今日は一日○○三昧』には福岡局時代の2009年に「プロレス・格闘技テーマ曲三昧」を企画・番組担当したのを皮切りに20回以上にわたって企画・演出を担当している。

## 現在の業務
- A.B.C-Z 今夜はJ's 倶楽部（ラジオ第一） プロデューサー[1]

## 過去の出演番組
福島放送局時代
札幌放送局時代
• 金曜ひろば640
東京アナウンス室時代（1度目）
福岡放送局時代
• 博多屋台 こまっちゃん（制作デスク）
• 福岡発ラジオ深夜便（2010年6月）
沖縄放送局時代
• アナウンス統括
• 放送部副部長
•NEWSおきなわ610（編責）
• 沖縄熱中倶楽部（編集長、制作デスク）
東京アナウンス室時代（2度目）
- 知るを楽しむ・日本語なるほど塾（ディレクター、教育テレビ）
- BSジュニアのど自慢（BS-2）
- ひるの散歩道（2006年4月 - 12月、ラジオ第1）
- あしたをつかめ 平成若者仕事図鑑（ナレーション、教育テレビ、 - 2007年3月）
- 2011年3月の東北地方太平洋沖地震では、初任地の福島局に応援で派遣され、災害情報を中心にローカルニュースを担当した。